# 图拉耶苏布瓦
图拉耶苏布瓦（法語：Tourailles-sous-Bois，法語發音：[tuʁaj su bwa]）是法国默兹省的一个旧市镇，属于科梅尔西区。1973年，图拉耶苏布瓦与市镇奥尔努瓦地区吕梅维尔并入市镇贡德勒库尔堡。

## 地理
图拉耶苏布瓦（48°29'20"N, 5°26'40"E）面积，位于法国大東部大區默兹省，该省份为法国西北部内陆省份，北与比利时接壤，西接马恩省和阿登省，南至上马恩省和孚日省，东临默尔特-摩泽尔省。
图拉耶苏布瓦的时区为UTC+01:00、UTC+02:00（夏令时）。

## 行政
图拉耶苏布瓦的邮政编码为，INSEE市镇编码为55513。

## 人口
图拉耶苏布瓦于2018年1月1日时的人口数量为30人。